# Hyde (cantante)
Hyde, pseudonimo di Hideto Takarai (寶井 秀人?, Takarai Hideto; Wakayama, 29 gennaio 1969), è un cantautore, attore e produttore discografico giapponese, frontman del gruppo L'Arc~en~Ciel.

## Biografia
Dato che Hyde non divulga molte delle sue informazioni personali, quasi tutto su di lui non è ufficiale. Comunque, i fan hanno ipotizzato che il suo vero nome sia Takarai Hideto e hanno anche abbozzato la sua data di nascita. In passato i suoi genitori hanno confermato più o meno questi dati. Era nella band Jerusalem's Rod prima di unirsi a L'Arc~en~Ciel come cantante. Oltre ad essere cantante, scrittore principale, e secondo chitarrista (se necessario) dei L'Arc~en~Ciel (la band si è formata nel 1991), Hyde ha un progetto da solista sotto il nome di HYDE. Anche se il gruppo non si scioglie, ha l'abitudine di prendersi delle pause per lavorare sull'attività di solista.
Nel 2003, Hyde ha recitato accanto a Gackt nel film Moon Child. Hyde e Gackt ha cantato la ballata オレンジ の 太陽 (Orange no Taiyou) che è stata utilizzata come prima canzone finale del film. La canzone fu poi pubblicata nell'album di Gackt, Crescent. La sua altezza è di 156 centimetri.
Nel 2004, Hyde ha assunto il ruolo del chitarrista Adam nel film Kagen no Tsuki ~ Last Quarter, un film basato sul manga di Ai Yazawa. La colonna sonora del film, "The Cape of Storms", era un brano dal suo primo album Roentgen. Il regista aveva sempre pensato a Roentgen durante la lettura del manga, in preparazione per il film.
Durante l'estate del 2005, mentre L'Arc~en~Ciel stava ancora lavorando, Hyde ha composto la musica per la canzone "Glamorous Sky" per il film NANA, ancora un altro film basato sull'omonimo manga di Ai Yazawa. La canzone è stata cantata dall'artista pop Mika Nakashima con testi scritti dalla stessa Ai Yazawa. Nel mese di agosto, Hyde (e la sua band da solista) si è esibito nella canzone su Music Station con Mika Nakashima. Per questa performance, Hyde era alla chitarra.
Nel 2005 Hyde fu in tournée con L'Arc~en~Ciel; la scaletta comprese le versioni giapponese e inglese del brano "Countdown", composto per il film Stealth e pubblicato successivamente il 5 ottobre, e anche una versione speciale della sempreverde rock (in origine da Roentgen). Lo stesso mese, in occasione di Halloween, Hyde venne ospitato all'Halloween of the Living Dead, un evento di tre notti presso il locale Club Città a Kawasaki. Tra gli artisti che hanno preso parte alle esibizioni di quelle serate ci sono i Monoral, gli Uverworld, Olivia, gli High and Mighty Color, Yasu e Mika Nakashima, che si esibirono interamente in costume, ad eccezione di Olivia. Hyde si esibì con i Monoral sotto il nome di Jack-o-Lantern, suonando singoli usuali per la serata di Halloween, come la soundtrack del film Ghostbusters.
Il 22 febbraio 2006 Hyde ha pubblicato il suo settimo singolo, "Season's Call", composto da K.A.Z., chitarrista della band solista di Hyde; fu il primo brano della sua carriera da solista non composto da lui stesso. II singolo è stato utilizzato come sigla di apertura dell'anime BLOOD+. Il 26 aprile dello stesso anno ha pubblicato il suo terzo album originale FAITH, che è stato pubblicato negli USA da Tofu Records il 27 giugno. Durante il tour di promozione dell'album, Hyde si è esibito in una sessione del Q&A all'Anime Expo il 1º luglio e altre quattro volte in California tra il 2 e il 6 luglio.
Nel 2008, Hyde ha cominciato a lavorare con il chitarrista K.A.Z. di nuovo sotto il nome di VAMPS.

## Vita privata
È figlio unico. Ha sposato la cantante e attrice Megumi Oishi il 25 dicembre 2000. Hanno un figlio maschio.

## Discografia
Per gli album e i singoli pubblicati con il gruppo L'Arc~en~Ciel vedi Discografia dei L'Arc~en~Ciel.

### Album
- Roentgen (2002)
- Roentgen (Versione in inglese) (2002)
- 666 (2003)
- Roentgen.ENGLISH (Versione in inglese in Giappone) (2004)
- 666 Edizione europea (2005)
- FAITH (2006)
- FAITH Edizione europea (2006)
- HYDE (2009)
- Vamps (2009 Vamps)
- Beast (2010 Vamps)
- Bloodsuckers (2014 Vamps)
- Underworld (2017 Vamps)
- ANTI (2019)
- HYDE [INSIDE] (2024)

### Singoli
- Evergreen (2001)
- Angel's Tale (2001)
- Shallow Sleep (2002)
- Hello (2003)
- Horizon (2003)
- Countdown (2005)
- Season's Call [Colonna sonora dell'anime Blood+] (2006)
- Love Addict (2008)
- I Gotta Kick Start Now (2009)
- Evanescent (2009)
- Sweet Dreams (2009)
- Devil Side (2010)
- Angel Trip (2010)

## Film
- Moon Child (2003)
- Kagen no Tsuki - Last Quarter (2004)